# Tour de France 1925
19. Tour de France rozpoczął się 21 czerwca, a zakończył 19 lipca 1925 roku w Paryżu. Zwyciężył po raz drugi z rzędu Włoch Ottavio Bottecchia.

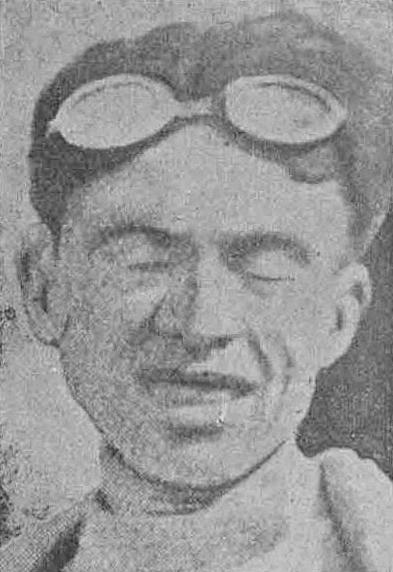
Ottavio Bottecchia po wygraniu wyścigu

## Etapy
| Etap | Data       | Trasa                          | Dystans | Zwycięzca          | Lider wyścigu      |
| ---- | ---------- | ------------------------------ | ------- | ------------------ | ------------------ |
| 1    | 21 czerwca | Paryż – Hawr                   | 340 km  | Ottavio Bottecchia | Ottavio Bottecchia |
| 2    | 23 czerwca | Hawr – Cherbourg               | 371 km  | Romain Bellenger   | Ottavio Bottecchia |
| 3    | 25 czerwca | Cherbourg – Brest              | 405 km  | Louis Mottiat      | Adelin Benoît      |
| 4    | 26 czerwca | Brest – Vannes                 | 208 km  | Nicolas Frantz     | Adelin Benoît      |
| 5    | 27 czerwca | Vannes – Les Sables-d’Olonne   | 204 km  | Nicolas Frantz     | Adelin Benoît      |
| 6    | 28 czerwca | Les Sables-d’Olonne – Bordeaux | 293 km  | Ottavio Bottecchia | Adelin Benoît      |
| 7    | 29 czerwca | Bordeaux – Bajonna             | 189 km  | Ottavio Bottecchia | Ottavio Bottecchia |
| 8    | 1 lipca    | Bajonna – Luchon               | 326 km  | Adelin Benoît      | Adelin Benoît      |
| 9    | 3 lipca    | Luchon – Perpignan             | 323 km  | Nicolas Frantz     | Ottavio Bottecchia |
| 10   | 4 lipca    | Perpignan – Nîmes              | 215 km  | Théophile Beeckman | Ottavio Bottecchia |
| 11   | 5 lipca    | Nîmes – Tulon                  | 215 km  | Lucien Buysse      | Ottavio Bottecchia |
| 12   | 7 lipca    | Tulon – Nicea                  | 280 km  | Lucien Buysse      | Ottavio Bottecchia |
| 13   | 9 lipca    | Nicea – Briançon               | 275 km  | Bartolomeo Aimo    | Ottavio Bottecchia |
| 14   | 11 lipca   | Briançon – Évian-les-Bains     | 303 km  | Hector Martin      | Ottavio Bottecchia |
| 15   | 13 lipca   | Évian-les-Bains – Miluza       | 373 km  | Nicolas Frantz     | Ottavio Bottecchia |
| 16   | 15 lipca   | Miluza – Metz                  | 334 km  | Hector Martin      | Ottavio Bottecchia |
| 17   | 17 lipca   | Metz – Dunkierka               | 433 km  | Hector Martin      | Ottavio Bottecchia |
| 18   | 19 lipca   | Dunkierka – Paryż              | 343 km  | Ottavio Bottecchia | Ottavio Bottecchia |

## Klasyfikacja końcowa
| Lp  | Zawodnik           | Kraj       | Sponsor     | Czas         |
| --- | ------------------ | ---------- | ----------- | ------------ |
| 1.  | Ottavio Bottecchia | Włochy     | Automoto    | 219h 10' 18" |
| 2.  | Lucien Buysse      | Belgia     | Automoto    | +54' 20"     |
| 3.  | Bartolomeo Aimo    | Włochy     | Alcyon      | +56' 37"     |
| 4.  | Nicolas Frantz     | Luksemburg | Alcyon      | +1h 11' 24"  |
| 5.  | Albert Dejonghe    | Belgia     | J.B. Louvet | +1h 27' 42"  |
| 6.  | Théophile Beeckman | Belgia     | Thomann     | +2h 24' 43"  |
| 7.  | Omer Huyse         | Belgia     | Armor       | +2h 33' 38"  |
| 8.  | Auguste Verdyck    | Belgia     | Christophe  | +2h 44' 36"  |
| 9.  | Félix Sellier      | Belgia     | Alcyon      | +2h 45' 59"  |
| 10. | Federico Gay       | Włochy     | Meteore     | +4h 06' 03"  |